# Campionati asiatici di pugilato dilettanti 2013
I Campionati asiatici di pugilato dilettanti maschili 2013 si sono svolti a Amman, in Giordania, dal 30 giugno al 9 luglio 2013. È stata la 27ª edizione della competizione biennale organizzata dall'organismo di governo asiatico del pugilato dilettantistico, ASBC.

## Medagliere
| Pos.   | Paese        | Oro | Argento | Bronzo | Totale |
| ------ | ------------ | --- | ------- | ------ | ------ |
| 1      | Kazakistan   | 7   | 1       | 0      | 8      |
| 2      | India        | 1   | 2       | 1      | 4      |
| 2      | Uzbekistan   | 1   | 2       | 1      | 4      |
| 4      | Kirghizistan | 1   | 0       | 3      | 4      |
| 5      | Giordania    | 0   | 2       | 1      | 3      |
| 6      | Mongolia     | 0   | 1       | 2      | 3      |
| 6      | Thailandia   | 0   | 1       | 2      | 3      |
| 8      | Tagikistan   | 0   | 1       | 1      | 2      |
| 9      | Iran         | 0   | 0       | 3      | 3      |
| 10     | Iraq         | 0   | 0       | 2      | 2      |
| 10     | Giappone     | 0   | 0       | 2      | 2      |
| 12     | Cina         | 0   | 0       | 1      | 1      |
| 12     | Siria        | 0   | 0       | 1      | 1      |
| Totale | Totale       | 10  | 10      | 20     | 40     |

## Risultati
| Categoria                   | Oro                  | Argento                    | Bronzo                                |
| Pesi mosca leggeri (kg 49)  | Temertas Zhussupov   | Devendro Singh             | Lü Bin Tosho Kashiwazaki              |
| Pesi mosca (kg 52)          | Azat Usenaliev       | Shakhobidin Zoirov         | Tanes Ongjunta Murtadha Raad          |
| Pesi gallo (kg 56)          | Shiva Thapa          | Obada Al-Kasbeh            | Omurbek Malabekov Kenji Fujita        |
| Pesi leggeri (kg 60)        | Berik Abdrakhmanov   | Sailom Adi                 | Bariadigiin Javkhlan Anvar Yunusov    |
| Pesi superleggeri (kg 64)   | Merey Akshalov       | Uranchimegiin Mönkh-Erdene | Ermek Sakenov Manoj Kumar             |
| Pesi welter (kg 69)         | Daniyar Yeleussinov  | Mandeep Jangra             | Jargalyn Otgonjargal Mohammad Al-Assi |
| Pesi medi (kg 75)           | Zhanibek Alimkhanuly | Navruz Jafoev              | Sajjad Mehrabi Waheed Abdul-Ridha     |
| Pesi mediomassimi (kg 81)   | Oybek Mamazulunov    | Adilbek Niyazymbetov       | Anavat Thongkrathok Ehsan Rouzbahani  |
| Pesi massimi (kg 91)        | Anton Pinchuk        | Ihab Al-Matbouli           | Mirzobek Hasanov Sergei Parenko       |
| Pesi supermassimi (kg 91 +) | Ivan Dychko          | Izzatulla Ergashev         | Mohamad Mulayes Jasem Delavari        |